# Adrián Leites
Adrián Eloys Leites López, noto semplicemente come Adrián Leites (Montevideo, 8 febbraio 1992), è un calciatore uruguaiano, attaccante del Villa Teresa.

## Caratteristiche tecniche
È un'ala sinistra.

## Carriera
Cresciuto nel settore giovanile del Cerro, il 5 ottobre 2012 è stato ceduto in prestito al Boston River, con cui ha esordito in prima squadra in occasione dell'incontro di Segunda División Profesional pareggiato 0-0 contro l'Atenas.